# سرنوشت (آلبوم استراتوواریوس)
«سرنوشت» آلبومی از استراتوواریوس است که در ۱۴ ژوئیه ۱۹۹۸ منتشر شد.